# اريك كلايتون
اريك كلايتون (بالإنجليزية: Eric Clayton)‏ هو مغن مؤلف ومغني أمريكي، ولد في 1 ديسمبر 1967 في كاليفورنيا في الولايات المتحدة.

## وصلات خارجية
- الموقع الرسمي
- اريك كلايتون على موقع ميوزك برينز (الإنجليزية)
- اريك كلايتون على موقع أول ميوزيك (الإنجليزية)
- اريك كلايتون على موقع أول ميوزيك (الإنجليزية)
- اريك كلايتون على موقع ديسكوغز (الإنجليزية)